# Benignus von Safferling
Benignus Ritter von Safferling (30 tháng 11 năm 1825 – 4 tháng 9 năm 1895) là một Thượng tướng Bộ binh của Bayern, từng tham gia cuộc Chiến tranh Pháp-Đức và là Bộ trưởng Chiến tranh dưới triều vua OttoI của Bayern.

## Tiểu sử
Von Safferling chào đời tại Freising. Năm ông lên tám, ông đến Hy Lạp cùng với cha mình, một người lính của vua Othon. Vào năm 1835, thân phụ của ông đã tử trận tại Argos, khi đang là chỉ huy của một trung đoàn thương kỵ binh. Không lâu sau đó, Von Safferling gia nhập đội thiếu sinh quân Aegina. Với cấp bậc hạ sĩ, ông đã được chuyển sang Trung đoàn Bộ binh số 2 ở Hy Lạp. Vào năm 1843, khi người Bayern phải rời bỏ Hy Lạp, ông gia nhập quân đội Bayern, tại đây ông lên quân hàm Thiếu úy năm 1845, Trung úy năm 1849 rồi Đại úy năm 1859. Ông đã tham chiến trong cuộc Chiến tranh Áo-Phổ (1866), và phục vụ với tư cách là một Thiếu tá của Bộ Tổng tham mưu trong Sư đoàn I Vương quốc Bayern dưới quyền chỉ huy của tướng Stephan trong cuộc Chiến tranh Pháp-Đức (1870 – 1871). Sau khi cuộc chiến tranh, ông là đại diện quân sự của Bayern trong Bộ Chỉ huy tối cao (Oberkommando) của lực lượng chiếm đóng của Đức ở Pháp cho đến năm 1872. Trở lại Bayern, ông được bổ nhiệm làm tư lệnh của các lực lượng tập huấn, một đội ngũ có nhiệm vụ giảng dạy các nguyên tắc diễu binh của Phổ trong quân đội Bayern. Vào năm 1874, ông lên quân hàm Thượng tá và là tư lệnh của Trung đoàn Bộ binh Cận vệ "Đức Vua", rồi hai năm sau ông lên quân hàm Đại tá. Với cấp bậc Thiếu tướng, ông được thuyên chuyển sang Metz, nơi ông nhậm chức tư lệnh của một lữ đoàn chiếm đóng của Bayern. Vào năm 1886, ông trở thành Trung tướng và chủ tịch cơ quan quân pháp tối cao Generalauditoriat, sang năm sau ông trở thành tướng phụ tá và tư lệnh của Sư đoàn số 2 Vương quốc Bayern. Vào ngày 5 tháng 5 năm 1890, ông nhậm chức Bộ Chiến tranh Phổ. Cùng năm đó, ông được phong cấp Thượng tướng Bộ binh vào ngày 20 tháng 9, và được trao tặng quyền Công dân danh dự của Regensburg. Ritter von Safferling về hưu theo yêu cầu của ông vào ngày 5 tháng 6 năm 1893. Ông đã từ trần tại Partenkirchen, và được mai táng ở Alter Nördlicher Friedhof tại München.

## Phong tặng
- Huân chương Quân sự Max Joseph[6]